# Estuche para dos violines
Estuche para dos violines es una novela mexicana del escritor Arturo Azuela, publicada en 1994 por el Fondo de Cultura Económica y reimpresa en 1995.

## Trama
Tiene tres hilos narrativos mezclando personajes ficticios y reales; de los reales cambia en algunos el nombre. La novela gira en torno a un acontecimiento verídico: el robo en 1936 del violín Stradivarius Gibson ex Huberman de 1713.
Sergio Espinosa, aspirante a violinista retirado y cincuentón nos narra sus inicios en la música, los pormenores de su tía Isabel, y algunos fragmentos biográficos interesantes e importantes de Bronislaw Huberman y David Ackerman. Sergio Espinosa, ya en sus cincuenta, lee en la primera plana del New York Times el 14 de mayo de 1987 que el famoso violín ha aparecido después de cincuenta años de permanecer robado y en secreto. Con la nota, la curiosidad de Sergio se ve exaltada y comienza, junto con su esposa Eugenia, la recabación de datos sobre las vidas de Huberman, de Ackerman, así como el qué fue del violín Stradivarius, del otro violín Guarnerius que poseía Huberman, y del estuche para los dos violines.
Bronislaw Huberman, personaje verídico, violinista polaco y judío muy afamado, aclamado defensor de derechos y crítico con la política de su entorno y época, finalmente exiliado; aparece en la novela de Azuela, retratado por la memoria de Sergio Espinosa y por la investigación que éste emprende. La novela se centra en hechos concretos de la vida de Huberman: su posesión del violín Stradivarius Gibson ex Huberman de 1713 (mismo que le fue robado dos veces), y de un violín Guarnerius; su "descubrimiento" por Joseph Joachim; su lúcida interpretación, a los 13 años, del concierto para violín de Brahms en presencia del compositor; el concierto de 1936 en el Carnegie Hall de Nueva York donde mientras interpreta el concierto en re menor de Bach le es robado su Stradivarius; el exilio a Suiza en el contexto del preámbulo de la Segunda Guerra Mundial; el terrible accidente aéreo que sufre en 1938 en donde se rompe la muñeca y dos dedos de la mano derecha; la recuperación; su pensamiento político; la fundación en 1936 de la Orquesta Filarmónica de Palestina; hasta su muerte a los 64 años en 1947.
David Ackerman, es el otro personaje que se entremezcla en la novela. Es la figura que corresponde al músico secundario neoyorquino Julián Atman, mismo que robó en 1936 el violín Stradivarius de Huberman y que lo mantiene en secreto hasta su lecho de muerte cuando se lo confiesa eufemísticamente a su esposa. En la novela, Sergio, en su búsqueda, nos devela la vida erotómana de Ackerman, sus motivos para el robo, y el decaimiento de su vida.

## Estructura
Los tres hilos narrativos se van entremezclando en una serie de saltos temporales.
La novela consta de tres partes:
- PRELUDIO Y FUGA, La predestinación
- TOCCATA Y ADAGIO, MA NON TANTO, Las encrucijadas
- RONDÓ, CON SENTIMIENTO E CON VARIAZIONI, Las glorias y las condenas

Los capítulos cortos y con saltos temporales y de hilo narrativo entre ellos, dan una visión de diferentes puntos de vista: pudiendo escuchar tras bambalinas el concierto de 1936 de Huberman mientras Ackerman roba el Stradivarius, y en otro fragmento presenciar el mismo tiempo, pero escuchando el concierto en un primer plano, desde la perspectiva del propio Huberman.
Existe la personificación de los instrumentos, y hasta del propio estuche para dos violines, convirtiéndolos en personajes.